# Пяденица каёмчатая
Пяденица каёмчатая, или пяденица зелёная дубовая (лат. Comibaena bajularia) — бабочка из семейства пядениц. Ареал включает Европу, Малую Азию и Кавказ. В Европейской России вид распространён на юге лесной зоны и в лесостепи.

## Описание

### Имаго
Размах крыльев у самцов составляет от 22 до 28 миллиметров, а у самок — от 24 до 32 миллиметров. Крылья окрашены в насыщенный зелёный цвет, который со временем может тускнеть, а затем приобретать желтоватый оттенок. На внутреннем углу переднего и заднего крыла желтовато-коричневые пятна. Подобные пятна также расположены на внешнем крае задних крыльев. Беловатые поперечные линии на передних крыльях обычно нечёткие.
Усики самцов перистые, а у самок — нитевидные.

### Преимагинальные стадии
Яйца бледно-розовые овальной, слегка приплюснутой формы. Они размещаются по одному или небольшими группами на нижней стороне листьев дуба.
Взрослые гусеницы жёлто-коричневого цвета. Они имеют черноватую спинную линию с жёлтой каймой и удлиненные выросты.
Замечательной защитной особенностью гусениц является их способность маскироваться, прикрепляя к себе кусочки листьев (летом) или почечных чешуй дуба (после зимовки). Растительные частички крепятся с помощью выделяемой шёлковой нити.
Куколка коричневая, короткая и толстая, имеет заостренный конец и снабжена многочисленными шипами. Он коричневого цвета, но надкрылья светлее с тёмными полосами
.

## Образ жизни
Лёт бабочек наблюдается в июне-июле. Активны ночью. Кормовые растения для гусениц — дуб и бук. Зимующая стадия — гусеница.
Бабочки не разлетаются далеко от места появления, держатся по опушкам дубрав.

## Охранный статус
На территории России каёмчатая пяденица редка. Она внесена в некоторые региональные Красные книги (Московской, Рязанской, Тульской областей). Лимитирующими факторами являются фрагментированность популяций в связи с малым разлётом имаго, сокращением дубрав.